# Langenstraße 30 (Stralsund)
Das Haus Langenstraße 30 in Stralsund ist ein teilweise denkmalgeschütztes Bauwerk in der Langenstraße.

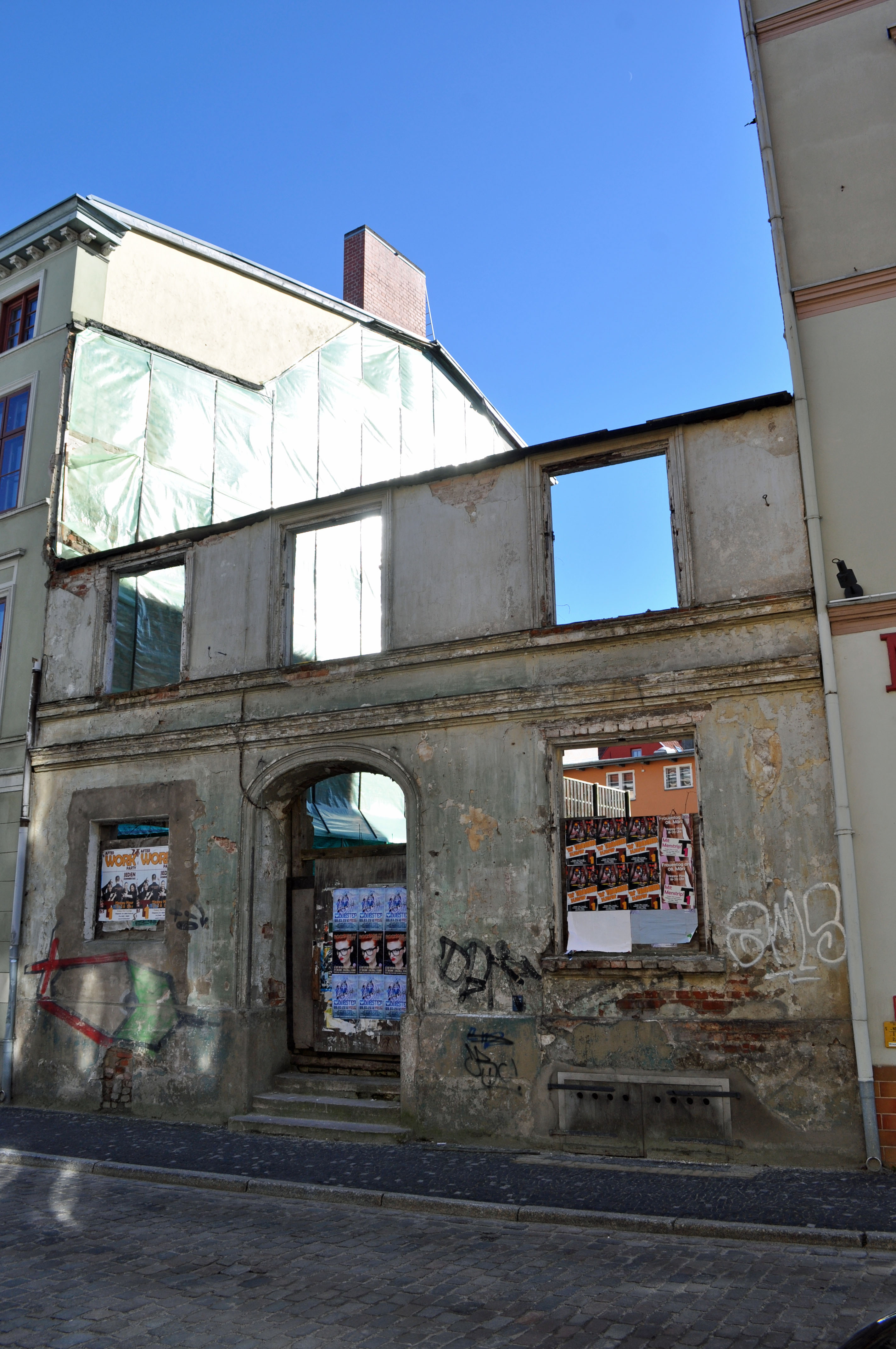
Haus Langenstraße 30 in Stralsund (2012)

Das Haus wurde 1744 als zweigeschossiges Traufenhaus errichtet. Im Jahr 1868 wurde ein drittes Geschoss aufgesetzt und die Fassade neu gegliedert; sie erhielt Stockwerkgesimse. Die Haustür und das mittige Korbbogenportal stammen aus dem ursprünglichen Bau. Erhalten war im Jahr 2012 nurmehr die ursprüngliche zweigeschossige Fassade,  das Haus wurde später restauriert.
Fassade und Kellerwände des Wohnhauses des Hauses im Kerngebiet des von der UNESCO als Weltkulturerbe anerkannten Stadtgebietes des Kulturgutes „Historische Altstädte Stralsund und Wismar“ ist in die Liste der Baudenkmale in Stralsund eingetragen.